# David Barlow
David Barlow (Melbourne, Australia, 22 de octubre de 1983) es un jugador de baloncesto profesional australiano. Juega de alero y actualmente pertenece a la plantilla del Melbourne United de la National Basketball League (Australia).

## Trayectoria
David Barlow se graduó en el Metro State College de Estados Unidos. Tras cinco años en la NBL, ha jugado cuatro grandes finales en las que ha logrado tres títulos: temporadas 2003-04 y 2004-05 con los Sydney Kings y en la 2007-08 con los Melbourne Tigers.
Jugador versátil y polivalente, consiguió un récord en la NBL 2007-08, al realizar un “partido perfecto”: 37 puntos con 100% en tiro (14 de 14 en tiros de campo, con 8 de 8 en triples). Tiene su récord de victorias en el 73%, en 123 partidos. En las últimas temporadas ha firmado 15 puntos y 5 rebotes de media por encuentro. Además, Barlow es uno de los jugadores asiduos de la selección nacional de su país con la que disputó el Campeonato del Mundo de Japón (2006) y los Juegos Olímpicos de Pekín (2008).

## Clubs
- Metro State (2002-2003)
- Sydney Kings (2003-2007)
- Melbourne Tigers (2007-2009)
- CAI Zaragoza (2009-2011)
- Club Baloncesto Murcia (2011-2013)
- Stelmet Zielona Góra (2013-2014)
- Melbourne United (2014-2017)
- Obradoiro CAB (2017)
- Melbourne United (2017-)

## Selección nacional
Habitual desde el año 2005 con la Selección de baloncesto de Australia. 